# Карл Маєр
Карл Ма́єр (нім. Carl Mayer, 20 листопада 1894, Грац, Австрія — 1 липня 1944, Лондон) — німецький письменник і сценарист австрійського походження. Маєр є головною особою для становлення німецького експресіонізму в кінематографі початку 1920-х років.

## Біографія
Карл Маєр народився 20 листопада 1894 у Граці в сім'ї безуспішного підприємця. У 16 років залишився сиротою, після того, як його батько, програвши велику суму, покінчив життя самогубством. Щоб прогодувати молодших братів, Карлу довелося виконувати випадкові роботи. Він був вуличним торговцем, співаком у хорі, рисувальником і театральним статистом, а пізніше актором провінційної сцени.
У 1919 працюючи драматургом у «Резиденцтеатрі» в Берліні, Маєр познайомився з колишнім офіцером і чеським письменником Гансом Яновіцем. Разом вони написали сценарій фільму «Кабінет доктора Калігарі» (Das Cabinet des Dr. Caligari, 1920).
Після експресіоністського фільму «Генуїне» (Genuine, 1920) Маєр відійшов від «калігарізму» і працював над сценаріями камерних фільмів (камершпіле) і реалістичних драм у міщанському середовищі. Написав сценарії фільмів Фрідріха Вільгельма Мурнау «Остання людина» (Der letzte Mann, 1924) і «Схід сонця» (Sunrise, 1927).
У 1933 році після приходу до влади нацистів Маєр емігрує спочатку до Францію, а 1935 року — до Англії. Помер від раку.

## Фільмографія

### Сценарист
- 1920 — Кабінет доктора Калігарі / Das Cabinet des Dr. Caligari — (спільно з Гансом Яновіцем)
- 1920 — Генуїне / Genuine
- 1920 — Горбань і танцівниця / Der Bucklige und die Tänzerin
- 1921 — Дантон / Danton
- 1921 — Скалки / Scherben
- 1921 — Чорний хід / Hintertreppe
- 1922 — Ваніна / Vanina
- 1923 — Святвечір / Sylvester
- 1924 — Остання людина / Der letzte Mann
- 1925 — Тартюф / Tartüff
- 1927 — Берлін — симфонія великого міста / Berlin — Die Sinfonie der Großstadt
- 1927 — Схід сонця / Sonnenaufgang — Lied von zwei Menschen
- 1928 — Чотири дияволи / 4 Devils
- 1931 — Аріана / Ariane